# Arrondissement de Vélingara
L'arrondissement de Vélingara est l'un des arrondissements du Sénégal. Il est situé dans le département de Ranérou-Ferlo et la région de Matam, dans l'est du pays.
Il compte trois communautés rurales :
- Communauté rurale de Lougré Thioly
- Communauté rurale de Oudalaye
- Communauté rurale de Vélingara

Son chef-lieu est Vélingara Ferlo.